# Phorotrophus basilewskyi
Phorotrophus basilewskyi là một loài tò vò trong họ Ichneumonidae.